# 데니즈 파예
데니즈 파예(Denise Faye, 1963년 7월 16일 ~ )는 미국의 안무가, 댄서, 연극 배우, 영화배우이다.
뉴욕에서 태어났다.

## 영화
- 오즈의 마법사: 돌아온 도로시 (2013년)
- 락 오브 에이지 (2012년) - 피티 보좌관 역
- 버레스크 (2010년)
- 시카고 (2002년) - 애니 역
- 아메리칸 파이 2 (2001년) - 다니엘 역
- 라스트 브로드웨이 (1997년)
- 도니 브래스코 (1997년) - 여자친구 역